# معهد أبحاث العلوم الرياضية

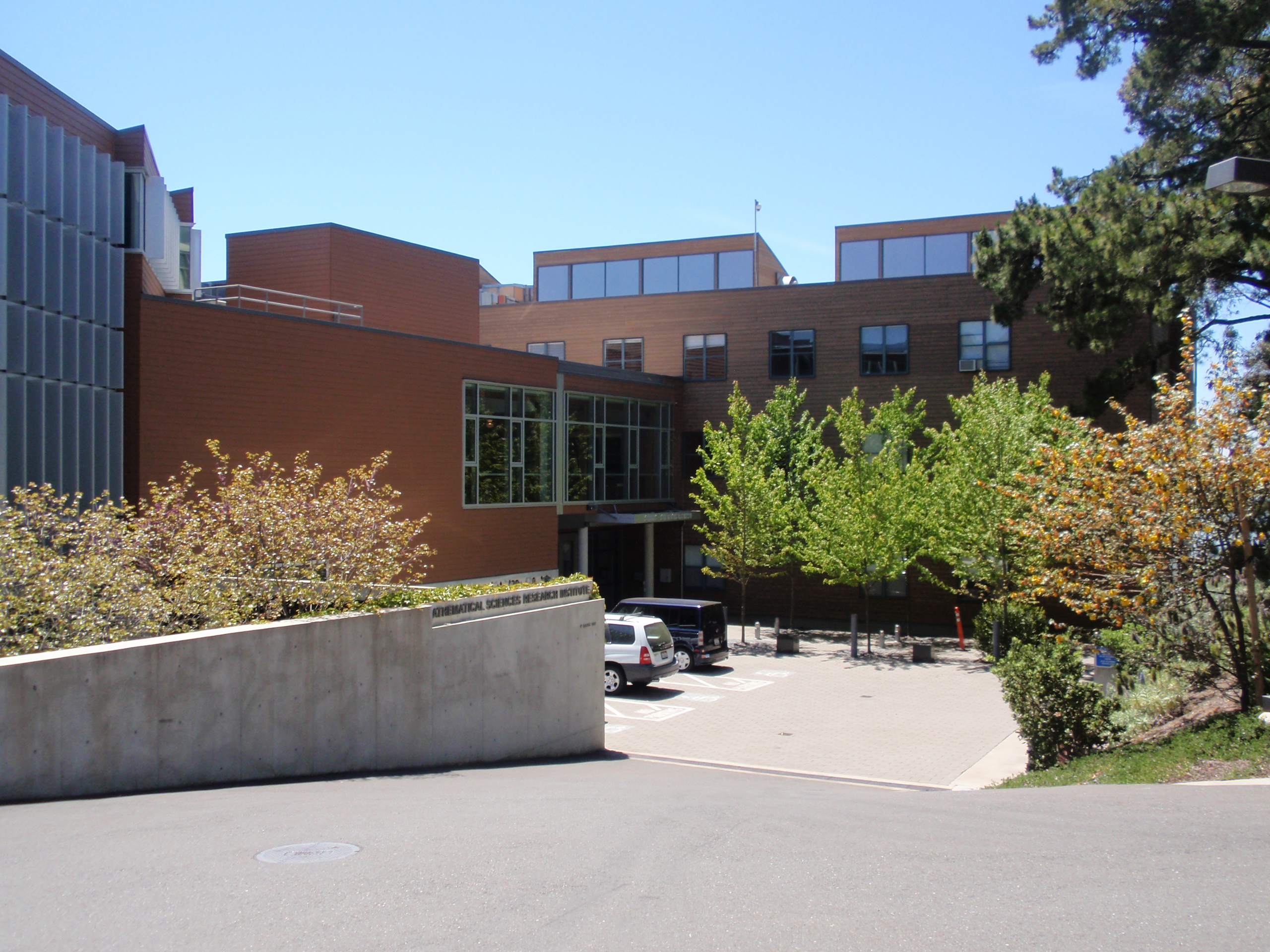
مدخل معهد أبحاث العلوم الرياضية ، مايو 2011

معهد أبحاث العلوم الرياضية ( MSRI ) هو مؤسسة أبحاث رياضية مستقلة غير ربحية تقع في بيركلي ، كاليفورنيا .  يُنظر إليه على نطاق واسع على أنه مركز رياضي رائد عالميًا للبحث التعاوني ، حيث يجذب الآلاف من الباحثين الرائدين من جميع أنحاء العالم كل عام.      
تأسس المعهد في سنة 1982 ، وهو ممول من طرف مؤسسة العلوم الوطنية ، والمؤسسات ، والشركات ، وأكثر من 90 جامعة ومؤسسة.   يقع المعهد في طريق غاوس 17 في حرم جامعة كاليفورنيا ، بيركلي ، بالقرب من أشيب بيك (Grizzly Peak) في تلال بيركلي . 
نظرًا لمساهمته في الإمكانات العلمية للأمة ، يتم دعم نشاط المعهد من قبل مؤسسة العلوم الوطنية ووكالة الأمن القومي .  يقدم الأفراد والمؤسسات وما يقرب من 100 مؤسسة أكاديمية راعية ، بما في ذلك أقسام الرياضيات العليا في الولايات المتحدة ، الدعم والمرونة الحاسمة. جيمس سيمونز ، مؤسس رينيسانس تكنولوجيز وخريج جامعة كاليفورنيا ، بيركلي ، هو مؤيد قديم للمعهد ويعمل كعضو في مجلس الأمناء. 

## التاريخ
تأسس معهد أبحاث العلوم الرياضية في سبتمبر 1982 من قبل ثلاثة أساتذة من جامعة كاليفورنيا في بيركلي: شينغ شين تشيرن وكالفن مور وإيزادور إم سينغر .    عمل شينغ شين تشيرن كمدير مؤسس للمعهد وعمل كالفن مور كنائب المدير المؤسس.
كان موقع المعهد الأصلي في مبنى ملحق جامعة كاليفورنيا في 2223 شارع فولتون ، وفي 1 أبريل سنة 1985 ، انتقل المعهد إلى منشأته الحالية في تلال بيركلي.  في البداية ، دفع المعهد إيجار هذا المبنى الجديد لصالح جامعة كاليفورنيا . ومع ذلك ، منذ أغسطس 2000 ، احتل المبنى دون عبئ الإيجار ، كأحد المساهمات العديدة لحرم جامعة كاليفورنيا.

## الحكم
يُحكم المعهد من طرف مجلس أمناء يتألف من 35 عضوًا منتخبًا و 7 أعضاء بحكم مناصبهم: مدير المعهد ، ونائب المدير ، ورئيس لجنة الرعاة الأكاديميين ، والرؤساء المشاركين لاستشارات الموارد البشرية اللجنة والرؤساء المشاركون للجنة الاستشارية العلمية (SAC). 
على عكس العديد من المعاهد الرياضية ، لا يوجد لدى معهد أبحاث العلوم الرياضية هيئة تدريس أو أعضاء دائمين ، وتشرف على أنشطتها البحثية اللجنة الاستشارية العلمية (SAC) ، وهي لجنة من علماء الرياضيات المتميزين من مجموعة متنوعة من المجالات المختلفة للبحث الرياضي.  هناك 10 أعضاء عاديين في (SAC) ، ويخدم كل عضو لمدة أربع سنوات ويتم انتخابه من قبل مجلس الأمناء. 

## الأبحاث
يستضيف المعهد حوالي 85 من علماء الرياضيات وزملاء أبحاث ما بعد الدكتوراه كل فصل دراسي للإقامات الطويلة ولعقد البرامج وورش العمل ، والتي تجتذب حوالي 2000 زيارة من قبل علماء الرياضيات على مدار العام. يأتي الزوار إلى المعهد للعمل في بيئة تعزز الإبداع والتبادل الفعال للأفكار والتقنيات. يتميز المعهد ببرنامجين مركزيين كل فصل دراسي ، يحضره قبل كل شيء علماء الرياضيات وما بعد الدكتوراه من الولايات المتحدة وخارجها ؛ أصبح المعهد مركزًا عالميًا للنشاط في تلك المجالات. 
تستفيد المعهد من قربه من جامعة كاليفورنيا بيركلي ومختبر لورانس بيركلي الوطني ويتعاون أيضًا على المستوى الوطني مع منظمات مثل بورصة شيكاغو التجارية . يُطل مبنى المعهد الحائز على جائزة والذي تبلغ مساحته ثمانية وأربعين ألف قدم مربع على مناظر خليج سان فرانسيسكو . بعد 30 عامًا من النشاط ، أصبحت سمعة المعهد تجعل علماء الرياضيات من أولوياتهم المهنية للمشاركة في برامج المعهد.[بحاجة لمصدر]

## برامج التعليم

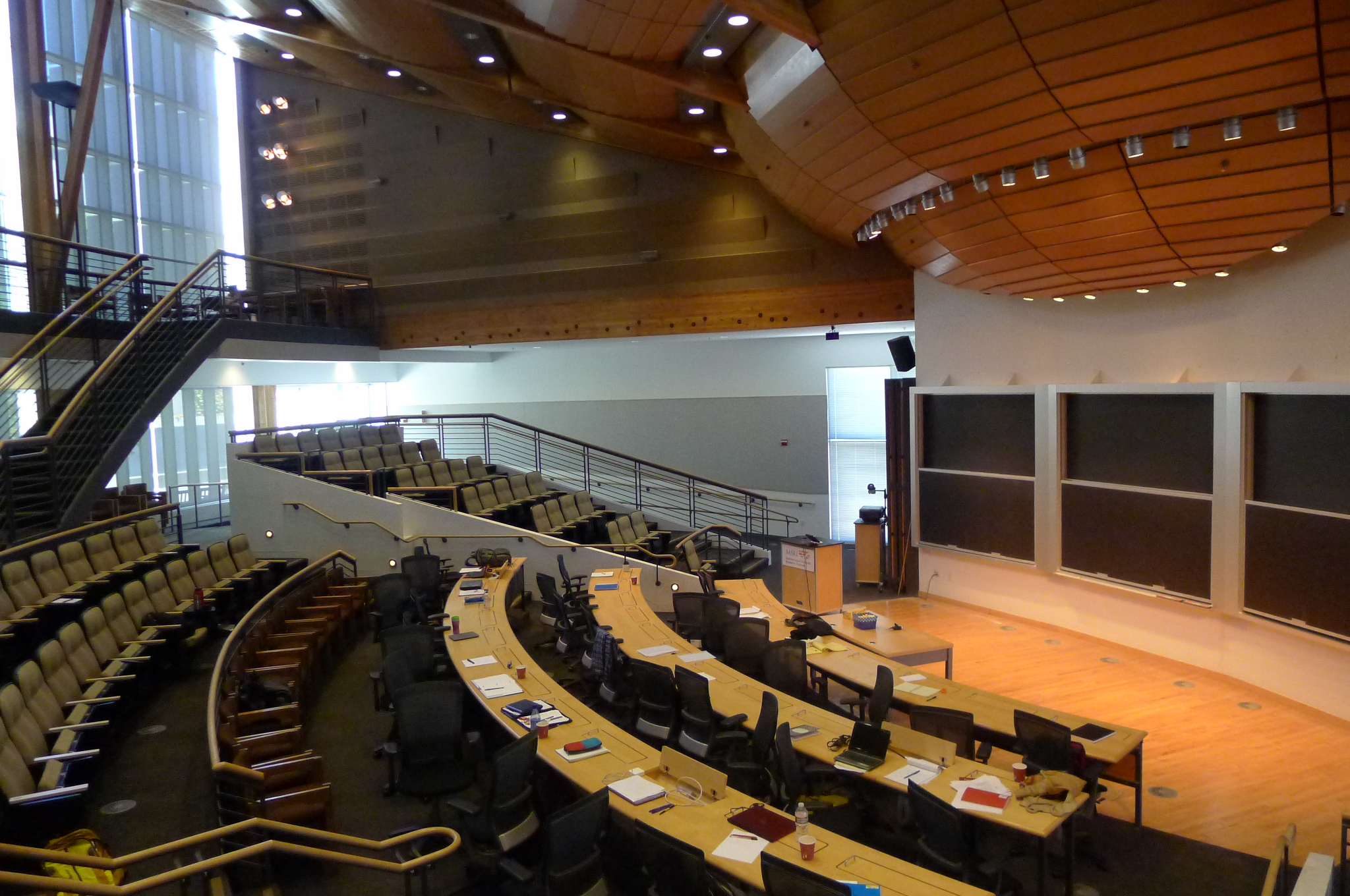
قاعة سيمونز (MSRI)

يخدم المعهد أيضًا مجتمعًا أوسع من خلال تطوير رأس المال العلمي البشري ، وتوفير تدريب ما بعد الدكتوراه للعلماء الشباب وزيادة تنوع القوى العاملة البحثية.  يقوم المعهد أيضًا بتطوير تعليم الشباب من خلال مؤتمرات حول القضايا المهمة والحرجة في تعليم الرياضيات. بالإضافة إلى ذلك ، يستضيفون ورش عمل بحثية غير مرتبطة بالبرامج الرئيسية ، مثل ورشة العمل السنوية حول تعليم الرياضيات من رياض الأطفال وحتى الصف الثاني عشر ، ‏ القضايا الحرجة في تعليم الرياضيات.
خلال فصل الصيف ، تُعقد ورش عمل لطلاب الدراسات العليا من خلال برنامج (MSRI-UP).  يرعى المعهد برامج لطلاب المدارس الإعدادية والثانوية ومعلميهم كجزء من حلقات الرياضيات و حلقات للمعلمين التي تجتمع أسبوعياً في سان فرانسيسكو وبيركلي وأوكلاند. كما ترعى أولمبياد منطقة الخليج الرياضي (BAMO) ، ومهرجان جوليا روبنسون للرياضيات ، وفريق الفتيات الصغيرات الأمريكيات المتنافسات في أولمبياد الرياضيات الصيني للفتيات . 
المحاضرات التي ألقيت في أحداث المعهد مسجلة بالفيديو وهيى متاحة مجانًا على الإنترنت.  قام المعهد برعاية عدد من الأحداث التي تصل إلى الجمهور غير الرياضي ، كما تستضيف قاعة سيمونز عروضًا خاصة للموسيقى الكلاسيكية. أجرى عالم الرياضيات روبرت أوسيرمان سلسلة من «المحادثات» العامة مع فنانين تأثروا بالرياضيات في أعمالهم ، مثل الملحن فيليب جلاس والممثل والكاتب ستيف مارتن والكاتب المسرحي توم ستوبارد والممثل والمؤلف آلان ألدا . يتعاون المعهد أيضًا مع الكُتاب المسرحيين المحليين لبرنامج سنوي من المسرحيات القصيرة الجديدة المستوحاة من الرياضيات في (Night Playground) يوم الاثنين في مسرح مرجع بيركلي ، وشارك في رعاية سلسلة من الأفلام المستوحاة من الرياضيات مع (UC Berkeley's Pacific Film Archive) بمناسبة الذكرى العشرين للمعهد. كما أنشئ سلسلة من الألغاز الرياضية التي تم نشرها بين اللافتات الإعلانية في حافلات سان فرانسيسكو موني.

## جائزة كتاب الرياضيات
تُمنح جائزة الرياضيات للكتب التي «تلهم الأطفال من جميع الأعمار لرؤية الرياضيات في العالم من حولهم». الحاصلون على هذه الجائزة هم جون روكو ، وروبي هاريس ، وجيفري كلوغر ، ولورين تشايلد ، ومايكل روزين ، وليوبولدو غوت ، وإليشا كوبر ، وكيت بانكس ، وجين لوين يانغ ، وستيف لايت ، وريتشارد إيفان شوارتز . 

## قائمة المديرين
| صورة   | اسم               | الفترة الزمنية        |
| ------ | ----------------- | --------------------- |
| </img> | شينغ شين تشيرن    | 1982-1984             |
| </img> | ايرفينغ كابلانسكي | 1984-1992             |
| </img> | وليام ثورستون     | 1992-1997             |
| </img> | ديفيد ايزنبود     | 1997-2007             |
| </img> | روبرت براينت      | 2007-2013             |
| </img> | ديفيد ايزنبود     | 2013 إلى الوقت الحاضر |

## روابط خارجية
- معهد أبحاث العلوم الرياضية.